# Olli Huttunen
Olli Huttunen (Kajaani, 1960. augusztus 4. –) 61-szeres finn válogatott kapus, edző.
Minden idők legjobb finn kapusainak egyike. Egész pályafutása során csak egyetlen csapatban, a Valkeakosken Haka együttesében szerepelt. Itt egy bajnoki és három hazai kupagyőzelmet szerzett. A válogatottban 61-szer lépett pályára.
Játékos-pályafutását követően edzőként kezdett dolgozni. Először Keith Armstrong segédedzője volt ugyancsak a Hakánál, majd ő lett a csapat vezetőedzője. Stuart Baxter mellett a válogatott segédedzője is volt, majd a skót edző menesztését követően 2010. november 17-én ő volt a válogatott kapitánya a San Marino elleni 8–0-s győzelemmel végződött Európa-bajnoki selejtezőn.

## Eredményei

### Játékosként
- Finn bajnok: 1995
- Finn kupagyőztes: 1982, 1985, 1988
- Az év finn labdarúgója: 1982, 1984

### Segédedzőként
- Finn bajnok: 1998, 1999, 2000
- Finn kupagyőztes: 1997

### Vezetőedzőként
- Finn bajnok: 2004
- Finn kupagyőztes: 2002, 2005

## Külső hivatkozások
- http://www.rsssf.com/miscellaneous/fin-recintlp.html